# Beaver (Pennsylvania)
Beaver is een plaats (borough) in de Amerikaanse staat Pennsylvania, en valt bestuurlijk gezien onder Beaver County. Beaver is gelegen aan de samenvloeiing van de rivieren de Ohio en de Beaver.

## Demografie
Bij de volkstelling in 2000 werd het aantal inwoners vastgesteld op 4775.. In 2006 is het aantal inwoners door het United States Census Bureau geschat op 4485, een daling van 290 (-6,1%).

## Geografie
Volgens het United States Census Bureau beslaat de plaats een oppervlakte van
2,8 km², waarvan 2,4 km² land en 0,4 km² water. Beaver ligt op ongeveer 282 m boven zeeniveau.

## Plaatsen in de nabije omgeving
De onderstaande figuur toont nabijgelegen plaatsen in een straal van 4 km rond Beaver.